# Boterzuur
Boterzuur  (systematische naam: butaanzuur) is een primair carbonzuur met een zeer onaangename geur. Het hoort bij de verzadigde vetzuren met een korte keten. Het bevat 4 koolstofatomen en heeft als brutoformule C4H8O2.

## Voorkomen
Boterzuur komt voor in boter, met name in ranzig geworden boter (vandaar de naam boterzuur), zweet, veel sterk ruikende kaassoorten en in slechte kuilen kuilgras. De geur ervan wordt vaak geassocieerd met die van tenenkaas. Boterzuur is ook een van de componenten in lijkengeur.
Ook in het lichaam komt boterzuur voor, het is bekend dat boterzuur noodzakelijk is voor een gezonde darm. Zo verkrijgen epitheelcellen in vivo ongeveer 70% van hun energie uit boterzuur en gaat boterzuur de vorming van darmkanker tegen. In de darmen wordt boterzuur en andere zogenaamde korte-keten vetzuren (azijnzuur, propionzuur) voornamelijk geproduceerd door fermentatie van koolhydraten.
Volgens de IUPAC wordt boterzuur butaanzuur genoemd, de zouten en esters heten butyraten.

## Synthese
De stof kan goedkoop via een biochemische route geproduceerd worden. In vetten en olie ontstaat boterzuur in het afbraakproces. Langere vetzuren worden door enzymen of oxidatie in kleinere moleculen geknipt waarbij butaanzuur als tussenstap ontstaat.
Voor industrieel gebruik wordt boterzuur gemaakt door de gecontroleerde fermentatie van suiker of zetmeel. Hierbij wordt gebruikgemaakt van de Bacillus subtilis.
{\displaystyle {\ce {C6H12O6 -> C3H7COOH + 2 CO2 + 2 H2}}}

## Toepassingen
Zuiver boterzuur wordt amper gebruikt. Het is echter een belangrijke uitgangsstof voor de synthese van vele andere verbindingen. Hoewel de stof zelf erg onaangenaam ruikt, hebben vele esters van het zuur juist een zeer aangename geur.
Boterzuur wordt in rioolwaterzuiveringen gebruikt om een betere stikstofverwijdering te verkrijgen. Vooral in zuiveringsgebieden met veel verdunning (oppervlakte en/of grondwater) wordt er boterzuur toegevoegd om voldoende vuilvracht binnen te nemen. Dit bevordert de werking van de zuivering.
Speurhonden zijn zeer gevoelig voor boterzuur. Het is een van de belangrijkste stoffen bij het volgen van sporen.
In de tuinbouw wordt een verbinding van boterzuur (indool-3-boterzuur) gebruikt als groeiregulator, onder meer in stekpoeder. Het middel zorgt ervoor dat een stek sneller bewortelt.
Boterzuur wordt gebruikt door de Sea Shepherd Conservation Society, een organisatie die actie voert tegen de walvisjacht, de jacht op zeehonden en illegale jacht op andere zeedieren. De actievoerders varen in bootjes langs de jachtschepen en gooien boterzuur op het laaddek waar de walvissen worden opgetakeld. Het boterzuur dringt door in de wonden van de walvissen en maakt het vlees onbruikbaar voor consumptie. Daarnaast wordt het door de stank moeilijker voor werklieden om op het dek te werken.